# ISO 2836
Die ISO 2836 ist eine ISO-Norm in der Drucktechnik.
Die DIN ISO 2836 spezifiziert Methoden zur Bestimmung der Widerstandsfähigkeit von bedruckten Materialien gegen flüssige und feste Mittel, Lösungen und Säuren. Die Norm gilt für alle traditionellen und digitalen Bebilderungsverfahren. Sie wurde 2004 in Englisch und 2005 auf Deutsch veröffentlicht.
Die ISO 2836 ist eine Weiterentwicklung der DIN 16524 1–3.